# Baronie Boelare
De baronie Boelare was een van de vijf grote baronieën van het Land van Aalst, en bestond uit de eigenlijke baronie (met Goeferdinge, Idegem, Nederboelare, Nieuwenhove, Onkerzele, Overboelare, Smeerebbe, Vloerzegem en Waarbeke), vier parochies waar de baron dorpsheer was (Aspelare, Deftinge, Nederhasselt en Schendelbeke) en 6 parochies waar de baron bepaalde heerlijke rechten bezat (Oombergen, Ophasselt, Outer, Parike, Sint-Lievens-Esse en Zandbergen).

## De baronnen van Boelare
De beroemde, rijke en machtige familie der baronnen van Boelare stierf in de 13e eeuw uit, bij gebrek aan mannelijke nakomelingen. Erfdochter Aleidis van Boelare, vanaf 1196 vermeld, huwde drie maal : een eerste keer met Filips van Harnes, constabel van Vlaanderen en burggraaf van Kassel, vervolgens met Gilles van Trazegnies, en ten slotte met Raas van Gavere, heer van Chièvres. Het pairschap en de baronie Boelare ging over aan Michel (1205-1229) en Philippe de Harnes gezeid van Boelare, beide zonen uit het eerste huwelijk van Aleidis.
Filips' dochter Aleyde huwde met Raas van Gavere, heer van Liedekerke, Breda en Aspelare, en bracht hem Boelare aan. Het domein kwam vervolgens in handen van de familie de Fosseux toen Jean de Fosseux trouwde met de erfdochter van Mathilde van Gavere en Nicolaas van Belle.
Hun dochter Isabelle van Fosseux huwde in de 14e eeuw met Lodewijk van Reynghersvliet en bracht de baronie als bruidsschat mee. Een eeuw later nam Aleana van Reynghersvliet als echtgenoot Gilles van Boekhoute, heer van Beverweerde. Maria, de laatste Van Boekhoute, gehuwd met Hugo van Lannoy, overleed in 1563; haar dochter Françoise had uit haar huwelijk met Maximiliaan van Buren, graaf van Egmond, zelf ook een dochter Anna. Deze werd de eerste echtgenote van Willem de Zwijger, prins van Oranje-Nassau, waardoor deze laatste de baronie verwierf.
De prins verkocht de baronie in 1602 samen met Schendelbeke aan Francesco Bernardino de Cassina, afkomstig uit het hertogdom Milaan. Maria de Cassina, laatste telg van dit geslacht, was in 1772 gehuwd met Filips, graaf van Murat, en bracht de heerlijkheid van Boelare mee. De graven van Murat behielden haar tot in 1818, het jaar waarin ze werd verkocht.

## Pairschap Boelare
Het graafschap Vlaanderen telde eertijds vier 'beren': Boelare, Cysoing, Eine en Pamele. De term 'beer' is een verbastering van het Franse 'pair' of 'gelijke', dat wil zeggen 'qua stand gelijk aan de graaf'. Deze pairs stamden af van machtige lokale grondadel, die oorspronkelijk instonden voor de verdediging van de grenzen van het graafschap, in ruil voor een maatschappelijke positie in de hoogste kringen van het graafschap. De baron van Boelare voerde in het gevecht dus een van de vier voornaamste banieren van het graafschap. Een van zijn voorrechten was dat het hoofd van het huis van rechtswege voogd van de jonge graaf van Vlaanderen werd wanneer deze voor zijn meerderjarigheid zijn beide ouders verloor.